# Dreama Walker
Dreama Elyse Walker (Tampa, Florida, 20 de junio de 1986) es una actriz estadounidense. Es conocida por su papel secundario en la serie Gossip Girl, su papel principal en la película Compliance (2012) y sus papeles principales en dos series de televisión de corta duración, la comedia  Don't Trust the B ---- in Apartment 23  y el drama legal Doubt.

## Carrera

### Película
En 2008, Walker apareció en la película " Wherever You Are". Ese mismo año, interpretó a Ashley Kowalski, la nieta del personaje de Clint Eastwood, en  Gran Torino . Más tarde protagonizó la película de 2012   Cumplimiento .

### Televisión
De 2008 a 2009, Walker apareció en las dos primeras temporadas de "Gossip Girl" como Hazel Williams, una de las secuaces de Blair Waldorf. En 2010, Walker interpretó a Harper Grace en la miniserie de dos partes "Seven Deadly Sins".
De 2012 a 2013, interpretó a June en la comedia de situación "Don't Trust the B ---- in Apartment 23". Walker actuó como estrella invitada en un episodio de 2013 de la comedia de situación  New Girl  como Molly, una némesis de Jess, la nueva chica epónima.
Interpretó el papel de Becca en ocho episodios de las primeras cinco temporadas de la serie dramática "The Good Wife".
El 5 de mayo de 2014, se anunció que Walker coprotagonizaría la serie de comedia dramática de Amazon Studios "Cocked".
El piloto debutó el 15 de enero de 2015, pero nunca llegó a la serie.
Walker interpretó a Connie Stevens en "Once Upon a Time in Hollywood" de Quentin Tarantino (2019).

## Vida personal
Walker reside en Los Ángeles, California.
 Su madre es de ascendencia italiana. El 1 de agosto de 2015, Walker se casó con Christopher McMahon en Kauai.

## Filmografía

### Películas
| Año  | Título                        | Papel                    | Notas                                                      |
| ---- | ----------------------------- | ------------------------ | ---------------------------------------------------------- |
| 2007 | Goodbye Baby                  | Kelsy                    |                                                            |
| 2008 | Sex and the City              | Upper East Side waitress |                                                            |
| 2008 | Wherever You Are              | Meghan Bernstein         |                                                            |
| 2008 | Gran Torino                   | Ashley Kowalski          |                                                            |
| 2009 | The Invention of Lying        | Recepcionista            |                                                            |
| 2011 | The Pill                      | Rose                     |                                                            |
| 2012 | Compliance                    | Becky                    | Nominada al premio Motosierra a la mejor actriz de reparto |
| 2012 | Father/Son                    | Elizabeth                | cortometraje                                               |
| 2012 | The Kitchen                   | Penny                    |                                                            |
| 2012 | The Discoverers               | Abigail                  |                                                            |
| 2012 | Vamperifica                   | Tracey                   |                                                            |
| 2013 | Chlorine                      | Suzi                     |                                                            |
| 2014 | The Grim Sleeper              | Christine Pelisek        | película de televisión                                     |
| 2015 | Don't Worry Baby              | Sara-Beth                |                                                            |
| 2015 | Paperback                     | Emily                    |                                                            |
| 2019 | Once Upon a Time in Hollywood | Connie Stevens           |                                                            |

### Series de televisión
| Año       | Título                                | Papel                  | Notas                                                                        |
| --------- | ------------------------------------- | ---------------------- | ---------------------------------------------------------------------------- |
| 2006      | Law & Order                           | Nicole Carlotti        | Episodio: "Release"                                                          |
| 2007      | Guiding Light                         | Janie Walker           | 2 episodios                                                                  |
| 2008–2009 | Gossip Girl                           | Hazel Williams         | 14 episodios                                                                 |
| 2008      | One Life to Live                      | Karen                  | Episodio: "Gift Horse"                                                       |
| 2008      | Law & Order: Criminal Intent          | Brenda Lally           | Episodio: "Neighborhood Watch"                                               |
| 2009      | Ugly Betty                            | Chloe                  | Episodio: "Curveball"                                                        |
| 2009      | Royal Pains                           | Melody Everett         | Episodio: "Strategic Planning"                                               |
| 2009–2013 | The Good Wife                         | Becca                  | 8 episodios                                                                  |
| 2010      | Mercy                                 | Robin Noland           | Episodio: "There Is No Superwoman"                                           |
| 2010      | Seven Deadly Sins                     | Harper Grace           | Miniseries; 2 episodios                                                      |
| 2012–2013 | Don't Trust the B---- in Apartment 23 | June Colburn           | Main role; 26 episodes Nominated—Teen Choice Award for Breakout Star: Female |
| 2013      | Robot Chicken                         | Jules Louden (voz)     | Episodio: "Immortal"                                                         |
| 2013      | New Girl                              | Molly                  | Episodio: "Nerd"                                                             |
| 2015      | Law & Order: Special Victims Unit     | Detective Reese Taymor | Episodio: "Forgiving Rollins"                                                |
| 2015      | Cocked                                | Tabby                  | Amazon Studios piloto                                                        |
| 2015      | A to Z                                | Madeline               | Episodio: "M Is for Meant to Be"                                             |
| 2017      | Doubt                                 | Tiffany Allan          | Main role; 13 episodios                                                      |
| 2017–2018 | American Dad!                         | Mel, Student (voz)     | 2 episodios                                                                  |
| 2017      | Adam Ruins Everything                 | Julia                  | Episodio: "Adam Ruins Spa Day"                                               |
| 2018      | Man with a Plan                       | Heather                | Episodio: "March Madness"                                                    |
| 2018      | Brockmire                             | Whitney                | 4 episodios                                                                  |
| 2019      | American Horror Story: 1984           | Rita                   | Episodio: "Slashdance"                                                       |